# Kwas djenkolowy
Kwas djenkolowy (ang. djenkolic acid) – organiczny związek chemiczny, aminokwas występujący w owocach (strąkach) drzewa djengkol (Archidendron jiringa), często spożywanych jako warzywo w kuchniach Indonezji i Malezji. Spożycie może prowadzić do niewydolności nerek. Toksyczność kwasu djenkolowego związana jest z jego nierozpuszczalnością. Tworzące się kryształki mogą podrażniać  kanaliki nerkowe i wywoływać ból, torsje i problemy z oddawaniem moczu.
Kwas djenkolowy wykryto również, aczkolwiek w mniejszych ilościach, w nasionach strąków innych roślin, takich jak Leucaena esculenta (2,2 g/kg) oraz Pithecolobium ondulatum (2,8 g/kg).
Du Vigneaud i Patterson otrzymali syntetyczny kwas djenkolowy poprzez kondensację chlorku metylenu z dwoma molami L-cysteiny w ciekłym amoniaku. W późniejszym okresie dokonano tego również poprzez bezpośrednie połączenie 1 mola formaldehydu z 2 molami L-cysteiny w silnym roztworze kwasu.